# さすらいの狼
『さすらいの狼』（さすらいのおおかみ）は、生島治郎の小説作品。及び、それを原作としてNETテレビ（現・テレビ朝日）・東映（東映東京撮影所）の制作により、1972年4月5日から9月27日まで水曜21時枠時代劇として放送されたテレビドラマである。

## 概要
初出は実業之日本社発行の『週刊小説』1972年3月24日〜6月30日号。連載終了と同時に実業之日本社から第1部が「十文字の竜」、第2部が「竜を狙った罠」、第3部が「さすらいの旅は終った」として刊行された。その後、1975年に東京文藝社から再刊されるに当たり、1冊にまとめられ、1978年刊行の春陽文庫版、1983年刊行の集英社文庫版でも踏襲された。
中村錦之助主演によるテレビドラマ版はまだ原作が連載中だった1972年4月5日から始まり、原作の連載と同時進行するかたちで9月27日まで放送された。また同年6月には歌舞伎座の一か月興行「中村錦之助特別公演」の出し物の1つとしても本作が上演されている（土橋成男脚本・演出）。
本作は劇画化もされており、連載第1回が掲載された双葉社発行の『漫画ストーリー』1972年7月8日号では巻頭カラーで誌面を飾っている。作画は南波健二＆なんばぷろ。

## あらすじ
速水竜之進はかって勤皇倒幕の理想に燃える武士であったが、ある晩、御用金強奪の裏切り者とされ加納紀三郎に十文字の焼き印を押され、かつ父親殺しの犯人として恩師・冬木郷右衛門からも追われる身となった。すべての理想と地位を失った彼は、一介の無宿者・十文字の竜として、加納紀三郎と事件の真相を追う。

## テレビドラマ版

### 主要人物
速水竜之進（十文字の竜）
演 - 中村錦之助
クレジット上は「十文字の竜」で統一される。加納紀三郎に父・左近殺しと御用金強奪の冤罪を着せられた元武士の渡世人。才六のことは相棒とは思っていないが、無下にもしない。
冬木郷右衛門
演 - 芦田伸介
竜之進の師にあたる人物で剣客。竜之進の父・速水左近を殺して御用金を奪った真犯人として竜之進を追う。最終回で事件に関与していた息子・数馬（宮口二郎）を討ち果たし自害する。
藤田直人
演 - 若林豪
竜之進を執拗に追う関八州出役取締。行く先々で結果として人を殺める竜之進が許せないが、自身で縄を打ちたいがために竜之進の窮地を救うこともある。
むしりの才六
演 - ジェリー藤尾
渡世人。いかさま博打がバレて簀巻きにされそうになったところを救ってもらった竜之進を「兄貴」と呼び、心酔してどこまでも追いかけようとする。25話で加納に捕らわれながらも竜之進に危険を知らせたために殺害された。
加納紀三郎
演 - 今井健二
竜之進に罪を着せた武士。竜之進の追及の手を逃れるだけでなく、生き延びるために竜之進を手に掛けようと企むこともある。

### スタッフ
- プロデューサー：小沢英輔、小川貴智雄、渡辺洋一、桑原秀郎
- 原作：生島治郎
- 脚本：サブタイトル参照
- 音楽：渡辺岳夫
- 殺陣：尾形伸之助
- ナレーター：矢島正明
- 協力：中村プロダクション
- 監督：サブタイトル参照
- 制作：NET、東映

### サブタイトル
※出演はクレジットタイトルの表記順。
| 話数 | サブタイトル           | 放送日        | 脚本              | 監督     | ゲスト |
| ---- | ---------------------- | ------------- | ----------------- | -------- | --- |
| 1    | 死ねない竜の胸の傷     | 1972年 4月5日 | 高岩肇            | 松島稔   | 桜木健一／山本豊三、高島稔、柳家小せん (4代目)／大泉滉、廣田龍治、大和撫子、岩上瑛／高橋仁、小林重忠、麻生竜、渡辺安章、菊地敏昭、矢島正明(ナレーター)／大森義夫、中村是好、加賀邦男／浜美枝(特別出演)                             |
| 2    | 竜が裁いた島抜け野郎   | 4月12日       | 多村映美          | 松島稔   | 夏八木勲／東三千／大下哲矢、有馬昌彦／渡真二、立川雄三／廣田龍治、中山剣吾、大沢幸祐、木村正雄、矢島正明(ナレーター)／花沢徳衛 |
| 3    | 竜と少年               | 4月19日       | 大和久守正        | 龍伸之介 | 川辺久造、飯塚仁樹／曽根晴美、佐伯徹、清水一郎／小瀬朗、山田圭子、山本緑、大坪日出代／廣田龍治、宮田昇司、宮島一茶、鈴木良俊、榎本英一／木村修、立林秀子、滝波錦司、飛世賛治、矢島正明(ナレーター)／武原英子                       |
| 4    | 竜が届けた血染めの書状 | 4月26日       | 石松愛弘          | 松島稔   | 谷口香、本沢佳子／久米明、中条静夫／平野稔、初川久、廣田龍治／並木静夫、遊佐ナオ子、池上昌人、矢島正明(ナレーター)／南原宏治／仲谷昇                                                                                               |
| 5    | ふたりの竜             | 5月3日        | 多村映美          | 土居通芳 | 長谷川待子、望月真理子／上野山功一、富田仲次郎／畠山麦、福本勇、廣田龍治、河合絃司／速水鴻、打越正八、清水正、守山竜治／宮瑛子、高野隆志、渡辺市松、仲村和雄、矢島正明（ナレーター）／中村賀津雄                                   |
| 6    | 竜に背いた女怪盗       | 5月10日       | 多村映美          | 龍伸之介 | 佐藤友美／峰村銀、廣田龍司／松本うたか、矢島正明(ナレーター)／伊達三郎、山岡徹也／清川虹子 |
| 7    | 竜と峠とじゃのめ傘     | 5月17日       | 大和久守正        | 土居通芳 | 安田道代／藤江リカ、三原葉子／田浦正巳、大東良／廣田龍治、川島守穂、佐川二郎、矢島正明(ナレーター)／山田甲一、新林イサオ、清水智子、久保伊都子、仲塚康介／名和広、穂積隆信                                                         |
| 8    | 木曽路に竜を狙う影     | 5月24日       | 多村映美          | 松島稔   | 北林早苗、川口恒／鷲尾真知子、新山真弓、藤里まゆみ／南川直、福岡正剛、新井つねひろ、矢島正明(ナレーター)／廣田龍治、初川久、伊藤信明、中山剣吾／北原義郎、松原光二／加藤嘉／池部良                                                 |
| 9    | 竜が怒る剣の舞         | 5月31日       | 多村映美 露木忍   | 松島稔   | 松木路子、尾形伸之助／佐藤京一、片岡半蔵、稲垣昭三／関国麿、成合晃、志摩司／廣田龍治、八幡源太郎、森本勝、松沢勇／原田清、初川久、市川竜弥、矢島正明(ナレーター)／葉山良二                                                         |
| 10   | 竜が見棄てた逃亡者     | 6月7日        | 今村文人          | 松島稔   | 田中浩、佐藤京一／浅香春彦、草村礼子／岡田敏宏、廣田龍治、速水鴻／岩城和夫、高田裕史、宮沢菜穂美、山田甲一／菊地敏昭、池田功、白句ひろし、矢島正明(ナレーター)／長門裕之                                                           |
| 11   | 真昼の逆襲             | 6月14日       | 小山幹夫          | 松島稔   | 水野久美／八名信夫、太刀川寛／梅津栄、戸上城太郎、大泉滉／田川恒夫、澤登護、北村大造、仲原新二／廣田龍治、初川久、根間則夫、岩田弘／松本初代、増岡泰之、久保伊都子、矢島正明(ナレーター)                                           |
| 12   | 竜を愛した炎の女       | 6月21日       | 今村文人          | 龍伸之介 | 高橋昌也／西田健、高木均／河合絃司、山之内修、遠藤征慈、飯田和平／北村総一郎、山口嘉三、佐古正人、廣田龍司、太刀川敬一／佐川二郎、河原裕昌、瀬戸山功、北見敏之、矢島正明(ナレーター)／大谷朗、清水正、麻生竜、竹村清女／岸田今日子 |
| 13   | 死の追跡               | 6月28日       | 今村文人          | 土居通芳 | 藤岡弘／千葉治郎／岡田由紀子／高品格、小堀明男／小山源喜、阿部希郎／廣田龍治、岩田弘、西田勇三、竹原新一郎／植井修、高梨敬子、清水貢希、矢島正明(ナレーター)                                                                       |
| 14   | 謎の早馬               | 7月5日        | 多村映美 露木忍   | 龍伸之介 | 鮎川いづみ／小林昭二／倉島譲、嵐五郎、堀辺隆一、笠原礼子、宇南山宏／初川久、真木亜紗子、大沢幸裕、手塚守彦、廣田龍治／松沢勇、山下則夫、榎本武士、郷内栄喜、根間則夫、矢島正明(ナレーター)／御木本伸介                             |
| 15   | 罠を放った矢場の女     | 7月12日       | 露木忍            | 土居通芳 | 近藤宏、杉江廣太郎／森山周一郎、京春上、木田三千雄／大東良、小沢紗季子、北九州男、杉義一／下条アトム、廣渡恵子、竹原新一郎、根間則夫、小松富雄／廣田龍治、松下昌司、渡辺市松、山田甲一、矢島正明(ナレーター)／ジュディ・オング     |
| 16   | 竜の心にしゃくなげ一輪 | 7月19日       | 露木忍            | 龍伸之介 | 上原ゆかり、梶三和子／細川俊夫、綾川香／田川恒夫、水橋和夫／肥土尚弘、廣田龍治、柿崎修司／角友司郎、原玄三郎、八幡源三郎、矢島正明(ナレーター)／永井柳太郎、岩城力也／有島一郎                                                     |
| 17   | 武士買い商人           | 7月26日       | 多村映美 大野武雄 | 土居通芳 | 渥美國泰／宗方奈美、川瀬裕之、中田博久／菊地健一、谷川修、初川久、阪東豊之助、廣田龍治／竹原新一郎、小島一夫、西田勇三、八幡源太郎、矢島正明(ナレーター)／島田正吾                                                                 |
| 18   | 酔いどれ侍             | 8月2日        | 小山幹夫          | 松島稔   | 村松英子／金井大、水村泰三／向正人、安川勝人／廣田龍治、川瀬みき、横山正一／五島美秀、降旗慶一、矢島正明(ナレーター)／長門勇 |
| 19   | 殺人鬼の微笑           | 8月9日        | 小山幹夫          | 松島稔   | 榊ひろみ／山口暁、石山雄大／水野善行、松本幸枝、廣田龍治／八幡源太郎、横山勝一、岩田弘、西田勇三／大阪憲、椎名てつはる、矢島正明(ナレーター)／大辻しろ                                                                             |
| 20   | 上州ピエロの憤り       | 8月16日       | 今村文人          | 永野靖忠 | 南原宏治／高島稔、片岡五郎／南郷修三郎、津々井和枝、岡泰正、初川久／廣田龍治、峯秀一、安川勝人、阪東豊之助／西田勇三、風見たかし、細川智、矢島正明(ナレーター)／谷啓                                                               |
| 21   | 陰謀の果て             | 8月23日       | 多村映美 大野武雄 | 永野靖忠 | 磯野洋子、須藤健／杉狂児、松木聖、内田勝正／中村寿成、田中淑隆、新海丈夫、廣田龍治／勝浦進、高崎隆二、小峰勇二、矢島正明(ナレーター)／高森玄                                                                                       |
| 22   | まぼろし部落の死斗     | 8月30日       | 多村映美 大野武雄 | 土居通芳 | 尾形伸之助、丹羽又三郎／浅野進治郎、榊原史子／三夏伸、玉川長太／廣田龍治、西田勇三、竹原新一郎／八幡源太郎、貫恒実、松本健一／伴藤武、高橋香、三上ようこ、矢島正明(ナレーター)                                                     |
| 23   | 幕末ガンマン           | 9月6日        | 小山幹夫 大野武雄 | 松島稔   | 赤座美代子／藤岡重慶／明智十三郎、長島隆一／日高吾郎、嶋英二、廣田龍治／初川久、小島一夫、平林美香、矢島正明(ナレーター)／吉田輝雄                                                                                                 |
| 24   | 九人目の刺客           | 9月13日       | 多村映美 露木忍   | 松島稔   | 波乃久里子／佐々木孝丸／長谷川弘、大東良、肥土尚弘／廣田龍治、初川久、西田勇三、竹原新一郎／風見たかし、八幡源太郎、横山勝一、矢島正明(ナレーター)／伊吹吾郎                                                                       |
| 25   | 地獄谷の絶叫           | 9月20日       | 多村映美 大野武雄 | 土居通芳 | 廣田龍治、矢島正明(ナレーター) |
| 26   | 最終回                 | 9月27日       | 多村英美 露木忍   | 土居通芳 | 野川由美子／田中浩、宮口二朗／溝口舜亮、木村博人、初川久／廣田龍治、横山勝一、近藤剛史／柿崎修司、沖田章浩、矢島正明(ナレーター)／大友柳太朗                                                                                       |

### エピソード
- 主演の中村錦之助は1972年11月、40歳を迎えた時に芸名を萬屋錦之介に改めており、中村錦之助としての出演は本作が最後となる。
- 第13話にゲスト出演した藤岡弘と千葉治郎は当時放送していた『仮面ライダー』の出演者である。中村錦之助が同作品のファンであった息子の要望に応えて藤岡・千葉とプロデューサーの阿部征司を自宅に招き、その礼として2人を本作品に出演させた[2]。
- 最終回で冬木郷右衛門が事件に関与していた息子・数馬を討ち果たし自害するというのはドラマオリジナルで、原作では数馬は竜之進の恋敵としてのみ登場する。また原作では事件には黒幕がいたとされているものの、それが誰かは明かされないまま終っており、一種のリドル・ストーリーとなっている。

### ネット配信
- YouTube「東映時代劇YouTube」で、2023年9月1日より「据置枠」で第1・2話が常時無料配信されている。